# Donner Lake
Donner Lake is een zoetwatermeer in het noordoosten van de Amerikaanse staat Californië. Het meer ligt op de oostelijke flank van het Sierra Nevada-gebergte, zo'n 18 kilometer ten noordwesten van het veel grotere Lake Tahoe. Donner Lake ligt op een hoogte van 1809 meter, heeft een oppervlakte van 3,40 km² en is nergens dieper dan 100 m. Het ligt in het stadje Truckee, tussen de Interstate 80 in het noorden en de Schallenberger-kam in het zuiden.
Zowel het meer als de nabijgelegen Donner Pass zijn naar de Donner Party vernoemd, een groep van 87 pioniers die in de winter van 1846-1847 door de sneeuw ingesloten raakten bij het meer. De Donner Party leed onder uithongering en werd berucht omdat de overlevenden aan kannibalisme gedaan zouden hebben. Het kamp waar de pioniers overwinterden, is sinds 1961 erkend als National Historic Landmark en ligt in het Donner Memorial State Park.
De streek is zowel 's zomers als 's winters een recreatieve bestemming.